# Montgomery Burns
Charles Montgomery Burns (llamado Montgomery Burns), más conocido como el señor Burns o Monty Burns, es un personaje ficticio recurrente de la serie de televisión de dibujos animados Los Simpson, creada por Matt Groening. 
Es el propietario de la Planta de energía nuclear de Springfield y por tanto jefe de Homer Simpson. Es atendido casi todo el tiempo por Waylon Smithers, su leal y adulador ayudante, asesor, confidente y admirador secreto. 
El señor Burns es el ciudadano más rico, poderoso y anciano de Springfield; la revista Forbes calcula que su fortuna ronda los 16,8 mil millones de dólares. Suele usar su poder y riquezas para hacer lo que le place sin pensar en sus consecuencias y sin la intervención de las autoridades. Estas características han hecho que la revista Wizard lo considerara como el cuadragésimo quinto gran villano de todos los tiempos.

## Papel enLos Simpson
Originalmente, este personaje fue diseñado como un villano plano recurrente que ocasionalmente irrumpiría en la rutina de los Simpson para crear algunas situaciones caóticas, pero la popularidad de Burns le ha asegurado un puesto fijo en el elenco de personajes habituales de la serie. Su avanzada edad da pie a los guionistas a introducir referencias cómicas y culturales anteriores a la década de 1950, típicamente de los años diez y veinte. Aunque en algún episodio se ha mencionado la edad de Burns, ésta no suele ser consistente, y un reciente interés por parte de los guionistas para envejecerlo más y más ha convertido su edad en un misterio (se ha especulado que podría llegar a tener 100 años, inclusive, que su edad oscila entre los 1000 años como se muestra en el capítulo Ellos robot donde dice que su edad tiene cuatro dígitos) a la par que un gag recurrente. Su aspiración a aplicar tecnología o ciencia obsoletas y sus referencias a personajes, lugares y eventos de la época victoriana proporcionan comicidad al personaje. Recientemente, el señor Burns se ha vuelto menos malo y más excéntrico.
Montgomery Burns representa el papel de un codicioso, amargado y excéntrico multimillonario, dueño de la central nuclear de Springfield. Sus rasgos más comunes son la avaricia, la tacañería y el egoísmo. Personifica un gran número de características sobre el gran empresario americano, en especial el insaciable deseo de seguir aumentando su propia fortuna y poder a costa de la desgracia ajena. El señor Burns también encarna el estereotipo de jefe poco atento y desinteresado: suele olvidar el nombre de algunos de sus empleados, y poco o nada le preocupa su seguridad y bienestar. Es el estereotipo clásico de capitalista despiadado y sin ninguna clase de escrúpulos. Su orientación política es conservadora y republicana, y a menudo se le ve defendiendo los valores de este partido.
Su coletilla más frecuente es la expresión "excelente", pronunciada lentamente en un registro bajo y siniestro, mientras se golpea las yemas de sus dedos. También suele abusar de la frase "¡Suelte a los perros!", dirigida a Smithers para librarse de las visitas no deseadas en su propiedad. Otra muletilla común proviene de su incapacidad de recordar el nombre de Homer Simpson. Cuando ve al cabeza de familia de los Simpson, se dirige a Smithers y le pregunta quién es, normalmente haciendo una descripción ofensiva del patriarca. Su ayudante le responde diciéndole su nombre y puesto en la central, a lo que Burns automáticamente reflexiona hurañamente "Simpson, ¿eh?". En los últimos años y a raíz del atentado que sufrió de acuerdo a los sucesos de la obstrucción del Sol, y cometido por la bebé Maggie Simpson, ha empezado a recordar un poco mejor el nombre de Homer Simpson.

## Biografía
La familia de Burns tiene una rica y extensa historia arraigada en los Estados Unidos. Su tatarabuelo, Franklin Jefferson Burns, participó en el Boston Tea Party, y su madre de más de 120 años, con quien mantiene una forzada y hostil relación en la actualidad, debido a que tuvo una aventura amorosa con el vigésimo séptimo presidente de los Estados Unidos, William Howard Tapp.
De bebé, Burns ya mostraba aptitudes de niño rico mimado y caprichoso. En una inconsistencia necesaria para recrear en él la vida del ficticio Charles Foster Kane, protagonista de la película Ciudadano Kane, se muestra que durante su infancia vivió en una pequeña casa de madera con sus padres biológicos, que lo apodaron "Feliz" (en Latinoamérica "Alegrín"), debido al carácter y ambiente en el que se crio. Un día se le presenta la oportunidad de vivir con un retorcido y cruel multimillonario, y el pequeño Monty no duda en abandonar a sus padres. En otros capítulos, se lo muestra como un bebé mucho más joven viviendo, no pobremente en una cabaña, sino en una mansión, en la que no duda en despedir a su propia niñera. En todo caso, parece que la familia Burns en seguida le introdujo en el negocio familiar: una factoría donde se encargaban de machacar átomos y esto, al parecer, le aseguró su futuro. En este ambiente, Burns se crio consentidamente, maltratando a la gente o burlándose de los inmigrantes. 
Más tarde, el señor Burns se matriculó en la Universidad de Yale, donde estudió administración de empresas, jugó en el equipo local de fútbol, seguía abusando de los más desafortunados y fue introducido a la sociedad secreta de Skull and Bones. Burns se graduó en Yale en el año 1914. Por otro lado, parece ser que, gracias a sus donativos, consiguió un puesto importante en el comité de la Universidad de Springfield, ya que fue él quien influyó para que dejaran entrar a Homer Simpson a estudiar cuando se descubrió que era peligrosamente ignorante en su trabajo en la central, al carecer del título universitario requerido para ocupar ese puesto.
En 1939, durante la vigésima quinta reunión de antiguos alumnos de la universidad, Burns conoció a Lily Bancroft, de 21 años. Se la llevó al cine a ver Lo que el viento se llevó y al museo Peabody, donde dieron rienda suelta a su amor físico. De esta relación nació el único hijo de Montgomery, Larry, que, con el escándalo subsiguiente, fue dado en adopción y su madre ingresada en un convento de los mares del Sur. Otro amor de su juventud pareció ser una tal Gertrude. Se comprometieron pero no se casaron ya que ella murió de soledad y rabia. En algún momento también mantuvo una relación con la condesa Von Zeppelin.
Burns sirvió a la armada de EE. UU. durante la Segunda Guerra Mundial. Pertenecía al batallón springfildiano de los  Peces Voladores,  donde, tras haber sido deshonrosamente degradado de su cargo de oficial por interferir en una investigación de J. Edgar Hoover, entró en acción en las Ardenas, en la batalla homónima, bajo las órdenes de Abraham Simpson, sargento del batallón, dónde se ve que engaña a los soldados haciéndoles creer que estaba muerto sólo para tomar una siesta y no pelear. También se ve que, en un alarde de sus aficiones propias de la clase alta, jugando al tenis en medio de la batalla, golpea mal la pelota, cayendo ésta sobre el rifle del sargento Simpson, y desviando el tiro con el que este iba a matar al mismísimo Adolf Hitler, dando este último en la gorra de oficial de Hitler. Durante los últimos años del conflicto, cuando su pelotón se encargaba de registrar un castillo alemán, el señor Burns se encontró con varios cuadros de incalculable valor. Como no pudieron decidir quién se podía quedar los retratos, los miembros del escuadrón establecieron una tontina, pactando que el último en morir se los podría quedar todos. En la actualidad, Burns fue excluido del acuerdo al ser deshonrosamente degradado y expulsado de la unión de los  Peces Voladores al tratar de matar a su superior Abe Simpson. Burns también sirvió junto a Abraham Simpson y su hermano Cyrus en el Pacífico Sur. Extrañamente, también tiene una credencial de la SS.
Al final de la Segunda Guerra Mundial, el señor Burns fue contratado personalmente por el presidente Harry S. Truman para transportar un billete especial de un trillón de dólares a Europa, como contribución a la reconstrucción del continente. Por ser el hombre más rico de los Estados Unidos en ese entonces, pensaron que el señor Burns sería el más fiable para esta labor, aunque casi todo el mundo tenía una razón u otra para odiarlo. Burns huyó con el billete y lo mantuvo en su propiedad por muchos años hasta que Fidel Castro se lo robó en el episodio The Trouble With Trillions.
A continuación, durante la década de los 60, Burns se involucró en la investigación de armas biológicas en unos laboratorios que fueron destruidos por unos activistas liderados por Mona Simpson. A partir de entonces, Montgomery Burns se dedicó por completo a la construcción y gestión de la central nuclear de Springfield.

### Vida cotidiana
Pese a que esta información sale a la luz con el transcurrir de la serie, tanto los datos de la vida de Montgomery Burns como su edad no se presentan de manera consistente ni con una continuidad coherente. Tan pronto se sugiere que su edad es de unos noventa años como su participación en la Primera Guerra Mundial. Suele mostrársele como a alguien anclado cultural y tecnológicamente en los años 10, 20 y 30 del siglo XX, incapaz de usar un teléfono o un ordenador, conduciendo un Stutz Bearcat de 1936 vestido con gafas protectoras y largas gabardinas como se menciona en el episodio The Trouble With Trillions. Usa una cocina con infiernillo de leña, y diseña hidroaviones de aspecto parecido a los de los años 30 como el Alce Pulcro en el episodio $pringfield (or, How I Learned to Stop Worrying and Love Legalized Gambling). Sus conocimientos de política son confusos y no suelen estar actualizados: hasta llegar a Cuba desconocía el derrocamiento del dictador Batista, trata a Henry Kissinger, habla de los presidentes Taft y Theodor Roosevelt como si hubiera vivido durante su mandato y estos aún tuvieran algo de actualidad, menciona como existentes naciones extintas como Siam, el Congo Belga, Prusia o Austria-Hungría, etc. Aunque por otro lado se le muestra como un activo miembro del partido republicano.
El día a día del señor Burns consiste en ir de su mansión a la central, y otra vez de vuelta a casa. Como hombre rico, puede utilizar la mayor parte de su tiempo libre en actividades ociosas de cualquier índole, ya sean criar pájaros de carroña en su aviario o entrenar a sus perros guardianes y, sobre todo, mantener reuniones políticas con organizaciones o personas republicanas y conservadoras. Suele socializarse ocasionalmente con algunos miembros aristocráticos afines, mientras que considera sus intrusiones en las clases bajas como algo excepcional. Pero generalmente pasa la mayor parte de su tiempo libre solo en su mansión con la única compañía que le pueda brindar su empleado Smithers. Cada viernes tiene que seguir un tratamiento para prolongar su vida, una semana más, en manos del doctor Nick Riviera.
Para tratar de romper con su rutina, Burns se puede permitir el lujo de hacer algunas extravagancias, como sumergirse en negocios mayores o empresas míticas, ya sean abrir casinos o fábricas de reciclado como cazar el monstruo del lago Ness o escribir su biografía. Incluso, en un especial de Halloween se le ha visto organizando una cacería de humanos.

## Personaje

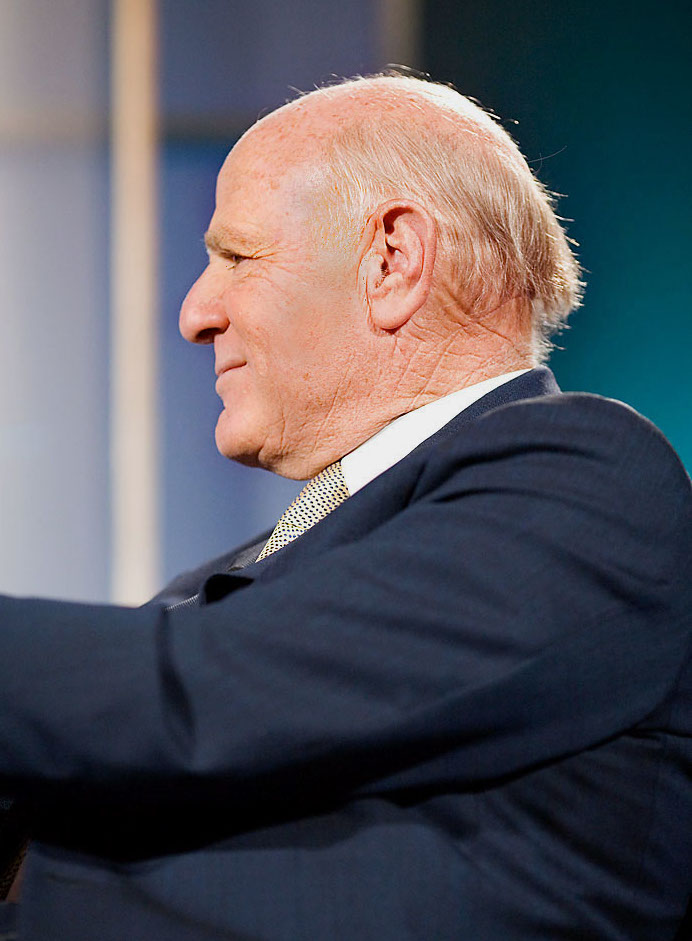
El aspecto de Montgomery Burns está basado en Barry Diller, el fundador de la Fox.

A Monty le gusta presumir de su gran fortuna y menosprecia las clases más pobres, aunque piensa que la esencia de las relaciones sociales se encuentra en las clases proletarias, con las que ocasionalmente se ha intentado mezclar sin éxito o aceptación. También se le ha visto acudir a la iglesia. Generalmente, sus acciones van orientadas a realizar acciones genuinamente malvadas, ya que carece totalmente del sentido del bien y el mal. De todas maneras, cuando se ha visto forzado a realizar buenas acciones, sus estándares no han casado nunca con las expectaciones de las personas u organizaciones a las que van dirigidas. También se ha revelado como un amante intermitente, aunque su concepto de amor se fundamenta más en su fortuna, poder y el miedo a estar solo más que en sus sentimientos más incondicionales. 
Su aspecto físico es el de un anciano decrépito y encorvado. Como marcas de su vejez, su cuerpo está lleno de manchas y arrugas, su escaso pelo es canoso y su calva luce manchas hepáticas, que parecen ser las señas de identidad de la familia Burns. Tiene la frente ancha y le cae sobre los ojos, una nariz aguileña y la mandíbula superior prominente, cosa que le da su aspecto de infeliz, tacaño y avaro. Siempre frunce el ceño y está tan poco acostumbrado a sonreír que se le cortan los labios cada vez que lo intenta. Acostumbra a frotarse las manos para ensalzar su avaricia y dar la impresión que siempre está tramando algo malo. Suele vestir un caro traje verde, una camisa blanca, una corbata rosácea y unos mocasines negros, aunque se sabe que el resto de su vestuario está hecho de animales muertos o sus pieles.  
Una de sus características físicas, derivadas de su vejez, es su exagerada y creciente debilidad. Con el paso del tiempo, Burns se ha vuelto más débil y vulnerable, lo que le ha convertido completamente dependiente, por eso precisa de la asistencia de Smithers, cuyo padre también había estado a su servicio, provocándole la muerte debido a su ineptitud. Su debilidad y dependencia son características comunes de Burns como hombre anciano, pero también fuente de situaciones graciosas; su debilidad es tal que no puede quitarle algo de las manos ni siquiera a un bebé como Maggie Simpson. Su salud tanto física como mental también está amenazada por su edad. Un médico que lo examinó descubrió que el anciano padecía de todas las enfermedades existentes más otras tantas endémicas en él, pero mientras estuvieran equilibradas en su organismo no le afectarían negativamente. Está acostumbrado a evadir la muerte gracias a un tratamiento que prolonga su longevidad o explicaciones inverosímiles, incluso en el capítulo en que la familia Simpson busca una niñera y terminan contratando a Carey Poppins, al caerle un rayo dice: "¡¡Smithers, que es esta extraña sensación en el pecho!!", a lo que Smithers le contesta: "Es su corazón señor, creo que volvió a latir". También suele sufrir de achaques típicos de la edad, como amnesia selectiva o un extraño Alzheimer que lo ha anclado en épocas anteriores, impidiendo que memorice dato alguno de la historia contemporánea.

### Creación
La caracterización, apariencia y manías del señor Burns están basadas en diferentes personas. Matt Groening basó principalmente a Burns en Fredrik Olsen, un solitario potentado noruego propietario de Timex. Groening hizo de Burns una "encarnación de la avaricia corporativa" y sacó más inspiración para el villano del magnate del petróleo John D. Rockefeller y el personaje Henry Potter de la película It's a Wonderful Life. La apariencia física de Burns está basada en el fundador de la cadena Fox, Barry Diller, y su manera de moverse en una mantis religiosa, en algunos reptiles y algunas aves de carroña. El señor Burns de las primeras temporadas estaba basado de alguna manera en Ronald Reagan, pero pronto estas semejanzas desaparecieron. En algunos episodios, se han intentado establecer paralelismos entre Burns y famosos magnates como el histórico Howard Hughes y, con más frecuencia, el personaje ficticio de Charles Foster Kane, de la película Citizen Kane. Con el advenimiento de información libre en internet y el conocimiento de la operación de la banca mundial concentrada en la dinastía Rothschild cobra fuerza su semejanza con Jacob Rothschild el 4.º Barón.
El primer nombre de Burns es un homenaje a este último personaje cinematográfico. Sus otros nombres están tomados de la ciudad dónde se crio el creador de la serie, Matt Groening. Como tantas veces en la serie, los nombres dan a entender un rasgo del personaje, efecto que se pierde en español, en este caso "burns" significa 'quema' (3.ª p. sing.). Su segundo nombre viene del cartel Montgomery Park, sobre el Montgonery Ward, unos grandes almacenes de varios pisos en Portland, situado en el distrito industrial al noroeste de Oregón. El apellido de "Burns" proviene de Burnside Street (literalmente: calle junto al río), una avenida principal del centro de Portland.

### Desarrollo

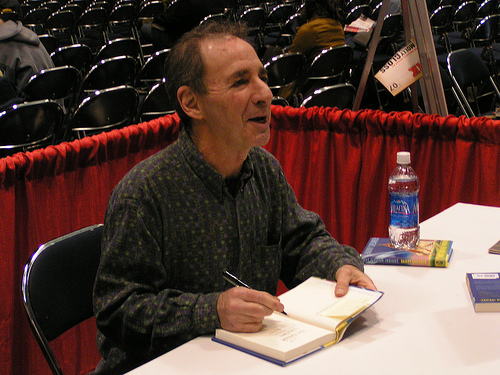
Harry Shearer da voz a Montgomery Burns en la versión original.

El señor Burns es un antagonista arquetípico de los dibujos animados. Su rol en las primeras temporadas se limitaba simplemente a hacer de villano, es decir, a irrumpir en la vida de los protagonistas de la serie y causar algún problema, como tema de algún episodio, con la simple oposición o frustración de los propósitos de la familia. Pronto la búsqueda de nuevos temas, motivos y estructuras para la serie, ha hecho que los guionistas dedicaran capítulos enteros a las malas acciones que Burns realiza, primero sobre sus empleados y después sobre los ciudadanos de Springfield e incluso sobre el mundo occidental. Posiblemente, el señor Burns alcanza la cumbre de su malignidad en el que era hasta ese entonces el único capítulo doble que tiene la serie, Who Shot Mr. Burns?, dónde quiso robar el petróleo a la escuela, bloquear el sol para que todo el pueblo tuviera que consumir forzadamente la electricidad que el suministra desde la central y robarle una piruleta a un niño. Otros episodios han querido mostrar la vertiente más humilde de Burns y le han mostrado despojado de su central o sus riquezas. Pero como exigencia de la producción de la serie, siempre recupera su status quo y normalmente sin aprender ninguna lección o moraleja. Esto convierte al señor Burns en un personaje totalmente plano, sin evolución alguna a nivel psicológico. También se ha retratado al señor Burns en su vertiente más humana y algunos episodios han mostrado como ha intentado conquistar a alguna mujer (sin éxito), como se relaciona con sus familiares o como se ha esforzado en entablar amistad o simpatía con los ciudadanos más pobres. En las últimas temporadas el señor Burns ha perdido bastante protagonismo, por lo que sus malas acciones y excentricidades son menos frecuentes. Parece que el mismo gobierno de los Estados Unidos le ha reemplazado en su rol de antagonista.

### Voz y doblaje
En la versión original, el señor Burns fue doblado inicialmente por Christopher Collins, en el episodio Homer's Odyssey. Pronto fue reemplazado por Harry Shearer, quién ha sido su voz habitual desde entonces. Basó la voz para Burns en Lionel Barrymore y Ronald Reagan. Shearer también es la voz de Smithers y a menudo es capaz de interpretar un diálogo entre la pareja en una sola toma. Shearer afirma que debido a su áspero registro, esta es una de las voces más difíciles para él. En Hispanoamérica el personaje estaba doblado por Gabriel Chávez hasta la Temporada 15, fue reemplazado por Miguel Ángel Botello desde la temporada 16 hasta la temporada 31. En España fue doblado por Pedro Sempson hasta la undécima temporada cuando el actor se jubiló, siendo sustituido entonces por Javier Franquelo.

## Recepción
En 2006, Wizard Magazine ubicó a Burns en el puesto 45 en una lista de los mejores villanos de todos los tiempos. En una crítica al episodio Rosebud, Entertainment Weekly describe a Smithers y al Sr. Burns como "la pareja funcional más disfuncional de la TV". En un artículo de 2003, Entertainment Weekly nombró a Last Exit to Springfield, un episodio en el que Burns es protagonista, como el mejor episodio de Los Simpson. Otros episodios en los que Burns es protagonista y aparecen entre esa lista son Rosebud, el cual fue posicionado segundo, y Who Shot Mr. Burns? (parte 1 y 2), el cual aparece en el puesto 25.
Forbes estima que el patrimonio de Burns es de $16,8 mil millones de dólares estadounidenses, ubicándolo en el sexto lugar en la lista Forbes Fictional 15, publicada en 2007, la cual incluye a los 15 personajes ficticios más ricos. En 2005, Burns fue posicionado quinto en la lista, y en 2006 segundo.

## Influencia cultural
En Argentina, la previa a las elecciones por Jefe, Vicejefe de Gobierno y Legisladores de la Ciudad de Buenos Aires del 3 de junio de 2007, la imagen del Sr. Burns fue utilizada en una contracampaña, representando a Mauricio Macri (uno de los postulantes para jefe de gobierno) como el antagonista de los Simpson. En Costa Rica, se giraron caricaturas por internet que mostraban la publicidad del candidato sexagenario Óscar Arias Sánchez, del PLN con el dibujo del Sr. Burns.